# Johann Stoeckel
Johann Stoeckel († 1667) war kurbrandenburgischer Postmeister und Resident in Danzig.

## Leben
Johann Stoeckel wurde 1654 zum ersten brandenburgischen Postmeister in Danzig ernannt. Die Stadt gehörte zu Polen und hatte eigene Postvertriebswege. Stoeckels Station war Teil des überregionalen brandenburgischen Postweges von Königsberg im östlichen Preußen durch Polen bis nach Hinterpommern. Da er aber auch unerlaubt im innerstädtischen Zustellungsbereich tätig wurde, kam es zu Beschwerden und zu seiner Absetzung 1657.
Stoeckel blieb in Danzig wohnen und wurde 1661 zum brandenburgischen Residenten (diplomatischen und Handelsvertreter) in der Stadt ernannt.